# Treudd (vapen)

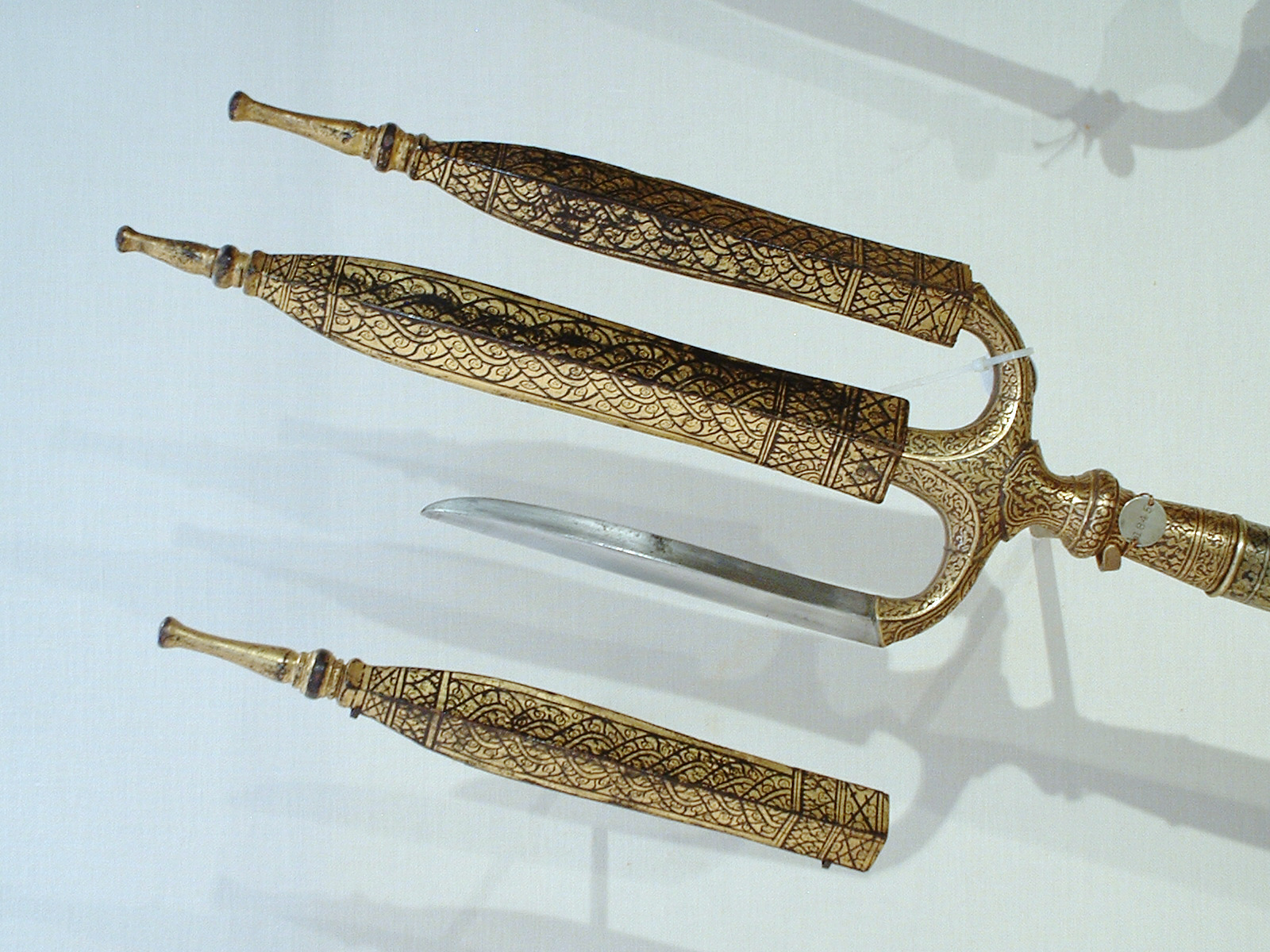
Burmesisk treudd från 1700-talet.

Treudd är ett ljuster eller ett spjut med tre parallella spetsar eller blad. Ursprungligen användes treudden som fiskeredskap, men har också använts av vissa romerska gladiatorer (tillsammans med nät), i ceremoniella sammanhang och inom olika exotiska kampstilar. Treudden har aldrig haft betydelse som militärt vapen (stångvapen med mer än en udd hade oftast två uddar och användes, förutom att stickas med, för att till exempel hjälpa till när stegar skulle resas).

## Som symbol
- Den förekommer som symbol för den grekiske havsguden Poseidon och hans romerske motsvarighet Neptunus.[1]
- I Barbados flagga.
- Som de svenska kustjägarnas utbildningstecken. Till en början som baskermärke, numera som ett tygmärke på uniformen.
- Som logotyp för bilmärket Maserati.
- Som symbol för planeten Neptunus.
- Som symbol för Britannia.
- En gammal slavisk symbol som finns på Ukrainas riksvapen.